# 対物剤
対物剤（たいぶつざい）とは、機械や施設などの物を対象とした化学兵器である。1960年代に人員を殺傷することなく兵器のみを破壊することができれば、平和的な制圧が可能になるとして研究されていた。
パイロフォリックのように内燃機関に作用して自動車や戦車などを無力化することを狙った物、「インスタントバナナの皮」と呼ばれる機動阻止システムはテフロンと油の混合物を散布して滑りやすくすることで行動を阻害する物、また、接着剤を散布して人間や機材をくっつけてしまうことで無力化する兵器なども研究されている。
あまり実用意味が無いとして研究が凍結されていたが、近年では非致死性兵器の一種として再評価されている。